# Narycia terricola
Narycia terricola är en fjärilsart som beskrevs av Edward Meyrick 1915. Narycia terricola ingår i släktet Narycia och familjen säckspinnare. Inga underarter finns listade i Catalogue of Life.